# Xixiangtang
Xixiangtang (chinesisch 西乡塘区, Pinyin Xīxiāngtáng Qū; Zhuang Sihsienghdangz Gih) ist ein chinesischer Stadtbezirk der bezirksfreien Stadt Nanning, der Hauptstadt des Autonomen Gebietes Guangxi der Zhuang-Nationalität im Süden der Volksrepublik China. Er hat eine Fläche von 1.076 km² und zählt 1.248.100 Einwohner (Stand: Ende 2018).

## Administrative Gliederung
Auf Gemeindeebene setzt sich der Stadtbezirk aus zehn Straßenvierteln und drei Großgemeinden zusammen.